# Robert Livingston (Industrieller)
Robert James Livingston (* 16. Dezember 1708; † 27. November 1790) war der dritte Lord of Livingston Manor, und ein einflussreicher Industrieller und Händler im kolonialen Amerika.

## Leben
Robert Livingston wurde als ältestes Kind (unter fünf Töchtern und sechs Söhnen) des zweiten Lord of Livingston Manor, Philip Livingston, geboren. Somit erbte er 1749 Livingston Manor und stand ab dann dem Familienunternehmen vor, zu dem eine Eisenhütte und -gießerei, Getreidemühlen und der Pelz- und Getreidehandel gehörte. Sein Vater hatte seine jüngeren Brüder in einflussreichen Positionen untergebracht, wo sie das Familienunternehmen unterstützen und vertraten. Für das Unternehmen war der zweitälteste Bruder Peter Van Brugh Livingston (1710–1792) am wichtigsten, der in New York lebte. Sein Bruder William Livingston war Gouverneur von New Jersey und gehörte wie der Bruder Philip Livingston zu den Unterzeichnern der Unabhängigkeitserklärung.
Robert Livingston heiratete 1731 die zwanzigjährige Maria Thong, aus der Ehe gingen zwischen 1732 und 1753 dreizehn Kinder hervor, von denen vier im Kindsbett oder minderjährig starben. Robert Livingston war Mitglied der Versammlung des Manor von 1737 bis 1758. Kurz nachdem er Lord of the Manor wurde, erwarb er 4000 km² der Catskill Mountains im heutigen US-Bundesstaat New York, die vorher zum Hardenbergh Patent gehört hatten. Ein Jahr nach dem Tod seiner ersten Frau Maria heiratete Livingston 1766 erneut. Aus der zweiten Ehe mit Gertrude Schuyler van Rensselaer gingen keine Kinder hervor.
Anlässlich seines Todes wurde Livingston Manor unter seinen vier jüngeren Söhnen und den Kindern seines ältesten Sohnes Peter R. Livingston, mit dem er sich überworfen hatte, aufgeteilt. Durch weitere Aufteilung unter den folgenden Erben schwand die politische und ökonomische Bedeutung der Familie. Die Korrespondenz von Robert Livingston befindet sich als Teil der Livingston Family Papers im Archiv der New York Public Library.

## Einzelbelege
1. 1 2  Cynthia A. Kierner: Traders and gentlefolk. Ithaca 1992, S. 260.
2. ↑  http://livingstonmanor.net/Timeline.htm
3. ↑  Guide to the Livingston Family Papers (Seite nicht mehr abrufbar, festgestellt im Mai 2019. Suche in Webarchiven)  Info: Der Link wurde automatisch als defekt markiert. Bitte prüfe den Link gemäß Anleitung und entferne dann diesen Hinweis. (PDF; 95 kB), Manuscripts & Archives Division, New York Public Library.

| Personendaten    | Personendaten                   |
| ---------------- | ------------------------------- |
| NAME             | Livingston, Robert              |
| ALTERNATIVNAMEN  | Livingston, Robert James        |
| KURZBESCHREIBUNG | dritte Lord of Livingston Manor |
| GEBURTSDATUM     | 16. Dezember 1708               |
| STERBEDATUM      | 27. November 1790               |